# Viktor Henrik Schvindt
Viktor Henrik Schvindt, född Schwindt 19 juli 1866 i Spankova, Ingermanland, död 25 juni 1928 i Hattula, var en finländsk generalmajor och politiker. Han var försvarsminister i regeringen Cajander II mellan januari och mars 1924.
Schvindt var son till kyrkoherde Paul Schwindt och Amanda Alopaeus. Han genomgick finska kadettskolan, var officer vid Finska gardet 1888–1906, telefonkontrollör vid lotsväsendet 1907–1912 och återgick i militär tjänst 1918. Mellan 18 januari och 11 mars 1924 var Schvindt partilös försvarsminister i A.K. Cajanders andra regering. Han var sedan 1890 gift med Aina Maria Enckell.